# 斯洛比德卡-穆什卡季夫斯卡
48°47′41″N 26°5′54″E / 48.79472°N 26.09833°E
斯洛比德卡-穆什卡季夫斯卡（烏克蘭語：Слобідка-Мушкатівська），是烏克蘭的村落，位於該國西部捷爾諾波爾州，由喬爾特基夫區負責管轄，面積2.32平方公里，海拔高度244米，人口868，人口密度每平方公里374人。
1. ↑  . Postcode.in.ua.   [2025-07-13] （乌克兰语）.